# 調川インターチェンジ
調川インターチェンジ（つきのかわインターチェンジ）は、長崎県松浦市調川町下免にある西九州自動車道（伊万里松浦道路）のインターチェンジである。
福岡方面出入口のみのハーフインターチェンジである。無料区間のため、料金所は設置されていない。

## 道路
- E35 西九州自動車道（伊万里松浦道路）

## 歴史
- 2017年（平成29年）
  - 6月16日 : IC名称が「調川IC」で正式決定[1]。
  - 11月5日 : 今福IC - 調川IC間開通に伴い、供用開始[2]。
- 2018年（平成30年）12月15日 : 調川IC - 松浦IC間開通[3]。

## 周辺
- 松浦鉄道西九州線 調川駅
- 松浦市立調川小学校
- 松浦魚市場

## 隣
E35 西九州自動車道（伊万里松浦道路）
今福IC - 調川IC - 松浦IC